# Илија Ђуричић
Илија Ђуричић (Београд, 18. јул 1898 — Београд, 2. април 1965) био је српски ветеринар, професор Ветеринарског факултета универзитета у Београду и председник Српске академије наука и уметности.

## Биографија
- Редовни професор од 1936. године (област нормалне и патолошке физиологије);
- Директор Института САН-а за проучавање физиологије рада, 1947-1954;
- Ректор Универзитета у Београду 1950/51, 1951/52. и 1954/55.;
- управник Одељења за медицину рада Института за медицинска истраживања САН-а, од 1954;
- Дописни члан Одељење медицинских наука САН-а: од 14.11.1950;
- Редовни члан САН-а од 10.6.1955;
- Потпредседник САН-а 15.4.1959-15.4.1960;
- Председник САНУ, 15.4.1960-2.4.1965.
- Дописни члан Словеначке академије знаности и уметности од 22.12.1961.

## Признања
- Седмојулска награда, 1960. Орден рада 1. Степена, 1952.